# Persone di nome Johann/Compositori
| Questa pagina contiene informazioni ricavate automaticamente dalle voci biografiche con l'ausilio del template Bio e di un bot. L'aggiornamento è periodico e automatico e ricostruisce completamente la pagina. Se manca una persona in questa lista, sei pregato di non aggiungerla, ma accertati piuttosto che la sua voce biografica contenga il template Bio e che i dati anagrafici siano correttamente compilati. Se il template Bio manca, inseriscilo tu stesso o, in alternativa, metti l'avviso {{tmp\|Bio}} che ne segnala la mancanza. Se i dati riportati sono sbagliati, correggi direttamente la voce biografica; le modifiche saranno visibili in questa lista entro pochi giorni. Per chiarimenti vedi il progetto antroponimi. La lista contiene solo le 90 persone che sono citate nell'enciclopedia e per le quali è stato implementato correttamente il template Bio. Pagina aggiornata al 16 ott 2024. |

Questa è una lista di persone presenti nell'enciclopedia che hanno il nome Johann e sono compositori.

## A(7)
- Johann Joseph Abert, compositore, direttore d'orchestra e contrabbassista tedesco (Kochowitz, n. 1832 - Stoccarda, † 1915)
- Johann Friedrich Agricola, compositore, organista e cantante lirico tedesco (Dobitschen, n. 1720 - Berlino, † 1774)
- Johann Rudolph Ahle, compositore e organista tedesco (Mühlhausen, n. 1625 - Mühlhausen, † 1673)
- Johann Kaspar Aiblinger, compositore e direttore d'orchestra tedesco (Wasserburg am Inn, n. 1779 - Monaco di Baviera, † 1867)
- Johann Georg Albrechtsberger, compositore, organista e teorico musicale austriaco (Klosterneuburg, n. 1736 - Vienna, † 1809)
- Johann Ernst Altenburg, compositore, organista e trombettista tedesco (Weißenfels, n. 1734 - Bitterfeld, † 1801)
- Johann Christoph Altnickol, compositore, organista e cantante lirico tedesco (Berna bei Seidenberg, n. 1720 - Naumburg, † 1759)

## B(10)
- Johann Sebastian Bach, compositore e musicista tedesco (Eisenach, n. 1685 - Lipsia, † 1750)
- Johann Christian Bach, compositore tedesco (Lipsia, n. 1735 - Londra, † 1782)
- Johann Christoph Friedrich Bach, compositore tedesco (Lipsia, n. 1732 - Bückeburg, † 1795)
- Johann Christoph Bach, compositore e organista tedesco (Arnstadt, n. 1642 - Eisenach, † 1703)
- Johann Bernhard Bach, compositore e organista tedesco (Erfurt, n. 1676 - Eisenach, † 1749)
- Johann Bernhard Bach il Giovane, compositore tedesco (Ohrdruf, n. 1700 - Ohrdruf, † 1743)
- Johann Michael Bach, compositore tedesco (Struth, n. 1745 - Elberfeld, † 1820)
- Anton Bachschmidt, compositore e violinista tedesco (Melk, n. 1728 - Eichstätt, † 1797)
- Johann Evangelist Brandl, compositore e violinista tedesco (Ratisbona, n. 1760 - Karlsruhe, † 1837)
- Johann Heinrich Buttstett, compositore, organista e teorico della musica tedesco (Bindersleben, n. 1666 - Erfurt, † 1727)

## C(2)
- Johann Georg Conradi, compositore e direttore d'orchestra tedesco (Oettingen in Bayern, n. 1645 - Oettingen in Bayern, † 1699)
- Johann Crüger, compositore e organista tedesco (Guben, n. 1598 - Berlino, † 1662)

## D(3)
- Johann Friedrich Hugo von Dalberg, compositore, pianista e letterato tedesco (Worms-Herrnsheim, n. 1760 - Aschaffenburg, † 1812)
- Johann Nepomuk David, compositore austriaco (Eferding, n. 1895 - Stoccarda, † 1977)
- Johann Friedrich Doles, compositore tedesco (Steinbach-Hallenberg, n. 1715 - Lipsia, † 1797)

## E(1)
- Johann Ernst Eberlin, compositore tedesco (Jettingen-Scheppach, n. 1702 - Salisburgo, † 1762)

## F(6)
- Anton Filtz, compositore tedesco (Eichstätt, n. 1733 - Mannheim, † 1760)
- Johann Christian Fischer, compositore e musicista tedesco (Friburgo in Brisgovia, n. 1733 - Londra, † 1800)
- Johann Caspar Ferdinand Fischer, compositore, clavicembalista e organista tedesco (n. 1656 - Rastatt, † 1746)
- Johann Jakob Froberger, compositore, clavicembalista e organista tedesco (Stoccarda, n. 1616 - Héricourt, † 1667)
- Johann Nepomuk Fuchs, compositore e direttore d'orchestra austriaco (Frauental an der Laßnitz, n. 1842 - Bad Vöslau, † 1899)
- Johann Joseph Fux, compositore e teorico della musica austriaco (Hirtenfeld, n. 1660 - Vienna, † 1741)

## G(2)
- Johann Gottlieb Goldberg, compositore, clavicembalista e organista tedesco (Danzica, n. 1727 - Dresda, † 1756)
- Johann Gottlieb Graun, compositore tedesco (Wahrenbruck, n. 1703 - Berlino, † 1771)

## H(9)
- Johann Evangelist Habert, compositore austriaco (Horní Planá, n. 1833 - Gmunden, † 1896)
- Johann Gottlob Harrer, compositore tedesco (Görlitz, n. 1703 - Lipsia, † 1755)
- Johann Adolf Hasse, compositore tedesco (Bergedorf, n. 1699 - Venezia, † 1783)
- Johann Wilhelm Hässler, compositore, organista e pianista tedesco (Erfurt, n. 1747 - Mosca, † 1822)
- Michael Haydn, compositore austriaco (Rohrau, n. 1737 - Salisburgo, † 1806)
- Johann David Heinichen, compositore tedesco (Krössuln, n. 1683 - Dresda, † 1729)
- Johann Wilhelm Hertel, compositore, clavicembalista e violinista tedesco (Eisenach, n. 1727 - Schwerin, † 1789)
- Johann Adam Hiller, compositore tedesco (Görlitz, n. 1728 - Lipsia, † 1804)
- Johann Nepomuk Hummel, compositore, direttore d'orchestra e pianista austriaco (Bratislava, n. 1778 - Weimar, † 1837)

## K(6)
- Johann Georg Kastner, compositore francese (Strasburgo, n. 1810 - Parigi, † 1867)
- Johann Peter Kellner, compositore e organista tedesco (Gräfenroda, n. 1705 - Gräfenroda, † 1772)
- Johann Kaspar Kerll, compositore e organista tedesco (Adorf, n. 1627 - Monaco di Baviera, † 1693)
- Johann Christian Kittel, compositore e organista tedesco (Erfurt, n. 1732 - Erfurt, † 1809)
- Jan Antonín Koželuh, compositore ceco (Velvary, n. 1738 - Praga, † 1814)
- Johann Ludwig Krebs, compositore e organista tedesco (Buttelstedt, n. 1713 - Altenburg, † 1780)

## L(2)
- Johann Carl Gottfried Loewe, compositore, direttore d'orchestra e baritono tedesco (Löbejün, n. 1796 - Kiel, † 1869)
- Johann Löhner, compositore e organista tedesco (Norimberga, n. 1645 - † 1705)

## M(5)
- Johann Mattheson, compositore tedesco (Amburgo, n. 1681 - Amburgo, † 1764)
- Johann Simon Mayr, compositore tedesco (Mendorf, n. 1763 - Bergamo, † 1845)
- Johann Mederitsch, compositore austriaco (Vienna, n. 1752 - Leopoli, † 1835)
- Johann Melchior Molter, compositore e violinista tedesco (Tiefenort, n. 1696 - Karlsruhe, † 1765)
- Leopold Mozart, compositore e musicista tedesco (Augusta, n. 1719 - Salisburgo, † 1787)

## N(1)
- Johann Gottlieb Naumann, compositore tedesco (Blasewitz, n. 1741 - Dresda, † 1801)

## P(3)
- Johann Christoph Pepusch, compositore tedesco (Berlino, n. 1667 - Londra, † 1752)
- Johann Christoph Pezel, compositore, violinista e trombettista tedesco (Glatz, n. 1639 - Bautzen, † 1694)
- Johann Gottfried Piefke, compositore prussiano (Skwierzyna, n. 1817 - Francoforte sull'Oder, † 1884)

## Q(1)
- Johann Joachim Quantz, compositore e flautista tedesco (Oberscheden, n. 1697 - Potsdam, † 1773)

## R(7)
- Max Reger, compositore, organista e pianista tedesco (Brand, n. 1873 - Lipsia, † 1916)
- Johann Friedrich Reichardt, compositore, scrittore e critico musicale tedesco (Königsberg, n. 1752 - Giebichenstein, † 1814)
- Johann Carl Friedrich Rellstab, compositore, critico musicale e editore musicale tedesco (n. 1759 - Berlino, † 1813)
- Johann Reusch, compositore tedesco (Bad Rodach, n. 1523 - Wurzen, † 1582)
- Johann Christoph Richter, compositore e organista tedesco (Dresda, n. 1700 - Dresda, † 1785)
- Johann Heinrich Rolle, compositore, violinista e organista tedesco (Quedlinburg, n. 1716 - Magdeburgo, † 1785)
- Johann Rosenmüller, compositore tedesco (Oelsnitz, n. 1619 - Wolfenbüttel, † 1684)

## S(16)
- Jean-Paul-Égide Martini, compositore tedesco (Freystadt, n. 1741 - Parigi, † 1816)
- Johann Adolph Scheibe, compositore e musicologo tedesco (Lipsia, n. 1708 - Copenaghen, † 1776)
- Johann Hermann Schein, compositore tedesco (Grünhain-Beierfeld, n. 1586 - Lipsia, † 1630)
- Johann Schenk, compositore austriaco (Wiener Neustadt, n. 1753 - Vienna, † 1836)
- Johann Christian Schickhardt, compositore e flautista tedesco (Braunschweig, n. 1681 - Leida, † 1762)
- Johann Heinrich Schmelzer, compositore e violinista austriaco (Scheibbs, n. 1620 - Praga, † 1680)
- Johann Christoph Schmidt, compositore e direttore d'orchestra tedesco (Hohnstein, n. 1664 - Dresda, † 1728)
- Johann Schop, compositore e violinista tedesco (Amburgo, n. 1590 - Amburgo, † 1667)
- Johann Gottfried Schwanenberger, compositore tedesco (Wolfenbüttel, n. 1737 - Braunschweig, † 1804)
- Johann Stadlmayr, compositore tedesco (Baviera, probabilmente vicino a Frisinga, n. 1575 - Innsbruck, † 1648)
- Hugo Staehle, compositore tedesco (Fulda, n. 1826 - Kassel, † 1848)
- Johann Stamitz, compositore e violinista ceco (Deutschbrod, n. 1717 - Mannheim, † 1757)
- Johann Franz Xaver Sterkel, compositore e pianista tedesco (Würzburg, n. 1750 - Würzburg, † 1817)
- Johann Strauss, compositore e direttore d'orchestra austriaco (Vienna, n. 1825 - Vienna, † 1899)
- Johann Strauss III, compositore e direttore d'orchestra austriaco (Vienna, n. 1866 - Berlino, † 1939)
- Johann Strauss, compositore e direttore d'orchestra austriaco (Vienna, n. 1804 - Vienna, † 1849)

## T(1)
- Johann Theile, compositore tedesco (Naumburg, n. 1646 - Naumburg, † 1724)

## V(2)
- Johann Christoph Vogel, compositore tedesco (Norimberga, n. 1756 - Parigi, † 1788)
- Johann Ritter von Herbeck, compositore e direttore d'orchestra austriaco (Vienna, n. 1831 - Vienna, † 1877)

## W(5)
- Johann Heinrich Walch, compositore tedesco (Großneuhausen, n. 1775 - Gotha, † 1855)
- Johann Walter, compositore e cantore tedesco (Kahla, n. 1496 - Torgau, † 1570)
- Johann Gottfried Walther, compositore tedesco (Erfurt, n. 1684 - Weimar, † 1748)
- Johann Paul von Westhoff, compositore e violinista tedesco (Dresda, n. 1656 - Weimar, † 1705)
- Johann Hugo von Wilderer, compositore tedesco (Baviera - Mannheim, † 1724)

## Z(1)
- Jan Zach, compositore boemo (Čelákovice, n. 1699 - Ellwangen, † 1773)